# Parag Khanna
Parag Khanna (Kanpur, 27 luglio 1977) è un politologo indiano naturalizzato statunitense, specialista in relazioni internazionali.
Ha passato la gioventù tra India ed Emirati Arabi Uniti prima che la sua famiglia si trasferisse a New York.
Ha conseguito la laurea in Affari internazionali dalla School of Foreign Service alla Università di Georgetown, e anche un master in Arte in Security Studies sempre della Georgetown nel 2005. Nel 2010, ha conseguito il suo dottorato in relazioni internazionali alla London School of Economics.

## Opere
- Come si governa il mondo?, 2011
- Connectography. Le mappe del futuro ordine mondiale, 2016
- La rinascita delle città-stato. In che direzione dovrebbe andare l'Europa?, 2017
- Il secolo asiatico?, 2019